# René A. Spitz
René Arpad Spitz (* 29. Januar 1887 in Wien, Österreich-Ungarn; † 14. September 1974 in Denver, Colorado, USA) war ein österreichisch-amerikanischer Psychoanalytiker. Er gilt als Wegbereiter der Säuglingsforschung und Entwicklungspsychologie.

## Leben

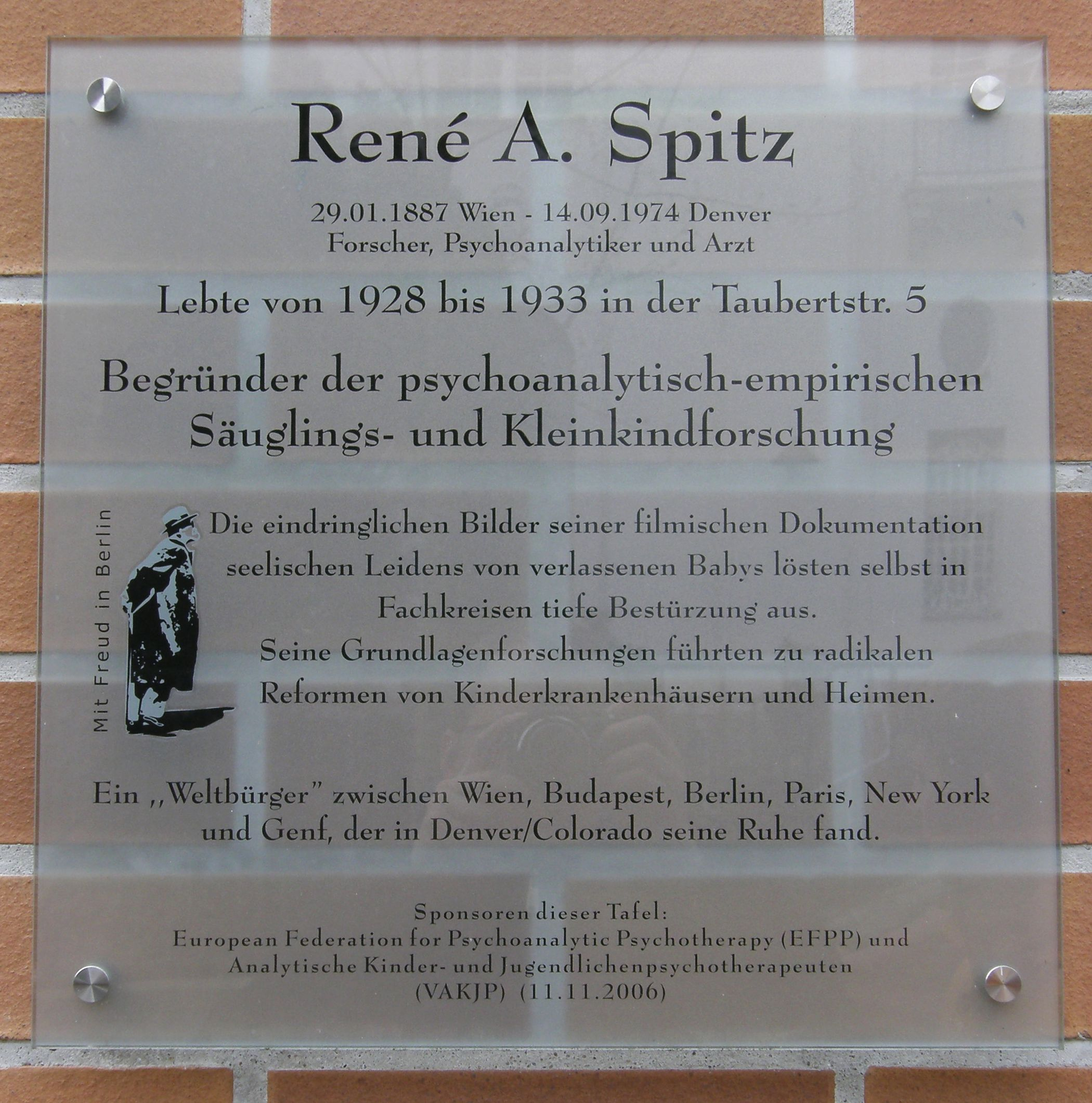
Gedenktafel aus der Reihe Mit Freud in Berlin in der Taubertstraße 5 in Berlin-Grunewald

Spitz wurde als Kind ungarischer Eltern in Wien geboren und wuchs in Budapest auf. Seine jüdische Familie war wohlhabend. Nach dem Medizinstudium in Lausanne, Berlin und Budapest, wo er 1910 promovierte, ließ er sich bei Sándor Ferenczi zum Psychoanalytiker ausbilden. 1911 unterzog sich Spitz einer Lehranalyse bei Sigmund Freud. Im Ersten Weltkrieg diente er als Militärarzt. 1924 bezog er eine Praxis in Wien. Gleichzeitig praktizierte er ab 1930 auch in Berlin. Von 1924 bis 1928 war er Mitarbeiter bei der Wiener Psychoanalytischen Vereinigung (WPV) und 1930 wurde er in Berlin Mitglied der Deutschen Psychoanalytischen Gesellschaft (DPG). Er gehörte in Wien zur Gruppe junger Psychoanalytiker um Anna Freud und nahm an ihrem „Kinderseminar“ (Seminar zur Kinderpsychoanalyse) teil.
1932 zog Spitz nach Paris, wo er an der Eliteschule École normale supérieure Psychoanalyse und Entwicklungspsychologie lehrte. Er nahm auch an Kongressen der Pariser Psychoanalytischen Gesellschaft teil. 1935 erhielt er einen Forschungsauftrag unter Charlotte Bühler in der Kinderkrippe der Kinderübernahmestelle der Gemeinde Wien. Dies war der Beginn seiner Erforschung des Säuglingsalters.
Von Paris aus übersiedelte er 1938 nach New York, wo er 17 Jahre als Lehranalytiker am New York Psychoanalytic Institute arbeitete. 1956 wurde er Professor für Psychologie an der Graduate Faculty des City College of New York und 1967 Professor für Psychiatrie an der University of Colorado. 1958 lernte er Eric Berne kennen. Zu seinen Schülern zählte auch der psychoanalytisch und experimentell orientierte Säuglingsforscher und Entwicklungspsychologe Robert N. Emde.

## Werk
René A. Spitz befasste sich als Erster mit der systematischen Erforschung der Psychologie des Säuglingsalters und begründete das interaktionistische Paradigma in der Säuglingsforschung, das die Untersuchung der Sozialbeziehungen des Babys in den Mittelpunkt der Forschung rückt und neben der Untersuchung der kognitiven Entwicklung bis heute die Forschungsbemühungen in diesem Sektor dominiert.
Er hatte sich mit seinen empirischen Untersuchungen bemüht, die Beziehung zwischen der Persönlichkeit der Mutter und der Entwicklung des Kindes immer genauer zu erfassen. Seine Untersuchungsmethoden waren direkte Beobachtung, Filmaufnahmen, Säuglingstests und die Verbindung von Langzeitstudien und Quervergleichen. Er war damit auch einer der ersten, die systematische und empirische Forschung in der psychoanalytischen Säuglingsforschung betrieben, während zuvor hauptsächlich unsystematische Beobachtungen im Alltag und klinischen Kontext durchgeführt wurden.
Ausgehend von Kulturvergleichen des frühkindlichen Erlebens untersuchte er die Entwicklung der menschlichen Kommunikation, die Geburt der Sprache und die Entwicklung der Beziehung zwischen Mutter und Kind im ersten Lebensjahr. Die Wechselbeziehung zwischen Mutter und Kind ist für Spitz der Prägestock zur Entwicklung der sozialen Beziehungen. Nach Spitz entwickelt sich die Objektbeziehung im Verlauf des ersten Lebensjahrs. Dabei durchläuft sie drei Stadien. Das Konzept der Organisatoren geht davon aus, dass es in bestimmten Altersabschnitten zu Reifungsprozessen, sprunghaften Veränderungen im kindlichen Organismus kommt, welche sich anhand von affektiven Indikatoren wie dem sozialen Lächeln (2./3. Monat), der Fremdenangst (7./8. Monat) oder der Geste des Nein (15./18. Monat) beobachten lassen.
Bekannt wurde René Spitz vor allem mit seinen empirischen Untersuchungen der gestörten Mutterbeziehungen des Säuglings bei inkohärenten Stimuli: Aktive und passive Ablehnung des Kindes, Überfürsorglichkeit, abwechselnde Feindseligkeit und Verwöhnung, mit Freundlichkeit verdeckte Ablehnung. Solche Bedrohungen der Beziehung (Objektkonstanz) führen gemäß Spitz je nach Art der gestörten Objektbeziehung zu verschiedenen psychischen und psychosomatischen Störungen beim Kind wie z. B. Säuglingsekzemen, anaklitischer Depression, psychotoxischer Störung oder gar Hospitalismus.

## Veröffentlichungen (Auswahl)
- Frühkindliches Erleben und Erwachsenenkultur bei den Primitiven. Bemerkungen zu Margaret Mead „Growing up in New Guinea“. Internationaler Psychoanalytischer Verlag, Wien 1935.
- Vom Säugling zum Kleinkind. Naturgeschichte der Mutter-Kind-Beziehungen im ersten Lebensjahr. Klett-Cotta, Stuttgart 1996, ISBN 3-608-91823-X (englische Erstausgabe: The First Year of Life, 1965). Die Originalstudie wurde als „Hospitalism: An Inquiry into the Genesis of Psychiatric Conditions in Early Childhood“, in The Psychoanalytic Study of the Child, Band 1 (1945), und „Hospitalism: A Follow-Up Report“, in The Psychoanalytic Study of the Child, Band 2 (1946) publiziert.
- Anaclitic depression. Psychoanalytic Study of the Child. 1946.
- The smiling response: a contribution to the ontogenesis of social relations. In: Genetic Psychology Monographs. Band 34, 1946, S. 57–125.
- La perte de la mère par le nourrisson: troubles du développement psycho-somatique. 1948.
- Nein und Ja. Die Ursprünge der menschlichen Kommunikation. Klett-Cotta, Stuttgart 1992, ISBN 3-608-95941-6 (englische Erstausgabe: No and yes: On the genesis of human communication, 1957).
- Eine genetische Feldtheorie der Ichbildung. (Vorlesung vom 27. Mai 1958), S. Fischer, Frankfurt am Main 1972 (englische Erstausgabe: A genetic field theory of ego formation, 1959).
- Vom Dialog: Studien über den Ursprung der menschlichen Kommunikation und ihrer Rolle in der Persönlichkeitsbildung. Klett-Cotta, Stuttgart 1988, ISBN 3-12-907150-4.
- Die Entstehung der ersten Objektbeziehungen. Klett-Cotta, Stuttgart 1992, ISBN 3-12-907140-7.
- Angeboren oder erworben? Die Zwillinge Cathy und Rosy – eine Naturgeschichte der menschlichen Persönlichkeit und ihrer Entwicklung. Vorwort von Eva Maria Spitz-Blum, Beltz-Verlag, Weinheim/Basel 2000, ISBN 3-407-22045-6.

## Belege
1. ↑  Vgl. Claudine Geissmann; Pierre Geissmann: Histoire de la psychoanalyse de l'enfant : mouvements, idées, perspectives. 2. Auflage. Bayard, Paris 2004, S. 503ff.

| Personendaten    | Personendaten                                  |
| ---------------- | ---------------------------------------------- |
| NAME             | Spitz, René A.                                 |
| ALTERNATIVNAMEN  | Spitz, René Arpad (vollständiger Name)         |
| KURZBESCHREIBUNG | österreichisch-amerikanischer Psychoanalytiker |
| GEBURTSDATUM     | 29. Januar 1887                                |
| GEBURTSORT       | Wien, Österreich                               |
| STERBEDATUM      | 14. September 1974                             |
| STERBEORT        | Denver, Colorado, USA                          |